# Darío Gómez Serrato
Darío Gómez Serrato (Asunción, Paraguay, 18 de enero de 1900-13 de noviembre de 1985) fue un poeta, músico, compositor y periodista paraguayo.
Era hijo del cónsul argentino Florencio Gómez y la italiana Angela Serrato. Luego de la muerte de su madre, su padre volvió a Buenos Aires.

## Primeros pasos
Inspirado poeta en lengua guaraní, músico, compositor, columnista de periódicos y autor de versos populares de gran difusión, trabajó al lado de grandes compositores a partir de la década de los años 20, integrando la Banda de Policía de la Capital, institución en la que recibió las primeras lecciones de los maestros Nicolino Pellegrini y Salvado Déntice. Luego fue director de la Banda de Músicos de Bahía Negra.

## Trayectoria
Ya en 1919 publicó, en la imprenta Surukua de Manuel Ortiz Guerrero, un poemario bajo el título Jasy Jatere, con prólogo del vate guaireño.
Participó del proceso que llevó a la creación de la Guarania, género musical creado por el maestro José Asunción Flores en 1925, si bien los estudios previos datan de bastante tiempo antes. El propio Flores peremnizó la amistad que lo unió a Gómez Serrato en una de sus más pintorescas y bellas acuarelas populares: Punta Carapeme Serrato ndive (En Punta Carapá junto a Serrato), en la que se narra, con un fondo musical, una típica fiesta patronal de aquellos años.
En 1927 cobró notoriedad al ganar un concurso convocado por la revista de canciones y versos populares Okara Poty kue mi, regenteada e impresa por la familia de editores Trujillo.
El poema galardonado fue uno, de neto corte patriótico, titulado Yvoty reka Mariscal López rérape (En el nombre del Mariscal López).
A partir de 1929 comenzó a publicar su obra poética, llegando a ser director del Elenco Teatral Guaraní.
En 1952 ganó un concurso literario convocado por el Ateneo Paraguayo, con su obra Yvoty reka, reprisando ese mismo éxito, en idéntica convocatoria del Ateneo, en 1961.
Casado con Petrona Belotto, ha dejado numerosa descendencia.
Falleció en Asunción el 13 de noviembre de 1985.

## Obra
Entre sus creaciones musicales más populares, como autor de los versos destacan
- Canción del arriero

- A Juliana

- Canción del bohemio

- Ñasãindy jave

- Jasy jatere

- Jasy morotī

- Chipéra Lúke

- ¡Ha Pa'i Valdés Verdún!"